# Aeroportul Rotterdam Haga
Aeroportul Rotterdam Haga (IATA: RTM, ICAO: EHRD) este un aeroport din Rotterdam⁠(d), Olanda de Sud, Țările de Jos ce deservește zona Rotterdam. Aeroportul a fost tranzitat în 2022 de 2.133.708 pasageri. A fost deschis în 1956 și numit după zona deservită.
Situat la o altitudine de −4 m, aeroportul dispune de 1 pistă.

## Infrastructură

### Piste
Aeroportul dispune de o singură pistă. Pista 06/24 are suprafața de asfalt și dimensiunile 2.200 m × 45 m. 